# Uleila del Campo
Uleila del Campo là một đô thị thuộc tỉnh Almería, ở cộng đồng tự trị Andalusia, Tây Ban Nha. Đô thị này có diện tích 39 km², dân số năm 2005 là 988 người.

## Biến động dân số
| 1999 | 2000 | 2001 | 2002  | 2003 | 2004 | 2005 |
| ---- | ---- | ---- | ----- | ---- | ---- | ---- |
| 976  | 977  | 979  | 1,007 | 995  | 972  | 988  |